# Trzebnica (gemeente)
De gemeente Trzebnica is een stad- en landgemeente in het Poolse woiwodschap Neder-Silezië, in powiat Trzebnicki.
De zetel van de gemeente is in Trzebnica.
Op 30 juni 2004 telde de gemeente 21 768 inwoners.

## Oppervlakte gegevens
In 2002 bedroeg de totale oppervlakte van gemeente Trzebnica 200,19 km², waarvan:
- agrarisch gebied: 76%
- bossen: 13%

De gemeente beslaat 19,52% van de totale oppervlakte van de powiat.

## Demografie
Stand op 30 juni 2004:
| Omschrijving                   | Totaal | Totaal | Vrouwen | Vrouwen | Mannen | Mannen |
| ------------------------------ | ------ | ------ | ------- | ------- | ------ | ------ |
| eenheid                        | aantal | %      | aantal  | %       | aantal | %      |
| inwoners                       | 21 768 | 100    | 11 236  | 51,6    | 10 532 | 48,4   |
| bevolkingsdichtheid (inw./km²) | 108,7  | 108,7  | 56,1    | 56,1    | 52,6   | 52,6   |

In 2002 bedroeg het gemiddelde inkomen per inwoner 1109,86 zł.

## Administratieve plaatsen (sołectwo)
Będkowo, Biedaszków Mały, Biedaszków Wielki, Boleścin, Brochocin, Brzezie, Brzyków, Cerekwica, Domanowice, Droszów, Głuchów Górny, Jaszyce, Jaźwiny, Kobylice, Koczurki, Komorowo, Komorówko, Koniowo, Księginice, Kuźniczysko, Ligota, Malczów, Małuszyn, Marcinowo, Masłowiec, Masłów-Nowy Dwór, Piersno, Raszów, Rzepotowice, Skarszyn, Skoroszów, Sulisławice, Szczytkowice, Świątniki, Taczów Mały, Taczów Wielki, Ujeździec Mały, Ujeździec Wielki, Węgrzynów.
Zonder de status sołectwo : Blizocin, Bukowiec, Janiszów, Kanice, Koniówko, Trzy Chałupy.

## Aangrenzende gemeenten
Długołęka, Milicz, Oborniki Śląskie, Prusice, Wisznia Mała, Zawonia, Żmigród